# Метод поперечних хвиль
Ме́тод попере́чних хвиль (рос. метод поперечных волн, англ. shear-wave method, transverse shooting, нім. Quer-wellenverfahren n) — метод сейсмічної розвідки, що базується на збудженні і реєстрації поперечних хвиль. Для збудження поперечних сейсмічних хвиль використовуються направлені впливи, які створюються спеціальними вибухами або механічними, гідравлічними та іншими невибуховими джерелами сейсмічних коливань.
Глибинність методу поперечних хвиль обмежена складністю створення сильних джерел поперечних хвиль і, як правило, не перевищує 3 км.